# Guy de Mey
Pour les articles homonymes, voir De Mey et Mey (homonymie).
Guy de Mey, né le 4 août 1955 à Hamme, est un ténor belge.

## Biographie
Guy de Mey naît le 4 août 1955 à Hamme. Il étudie au conservatoire royal de Bruxelles et à celui d'Amsterdam sous la direction d'Erna Spoorenberg (en) et de Stella Dalberg. Plus tard, il est élève de Peter Pears et d'Éric Tappy.